# Sunbury (Ohio)
Sunbury é uma vila localizada no estado norte-americano de Ohio, no Condado de Delaware.

## Demografia
Segundo o censo norte-americano de 2000, a sua população era de 2630 habitantes.
Em 2006, foi estimada uma população de 3252, um aumento de 622 (23.7%).

## Geografia
De acordo com o United States Census Bureau tem uma área de
6,6 km², dos quais 6,6 km² cobertos por terra e 0,0 km² cobertos por água. Sunbury localiza-se a aproximadamente 326 m acima do nível do mar.

## Localidades na vizinhança
O diagrama seguinte representa as localidades num raio de 20 km ao redor de Sunbury.